# Souled Out 1998
Souled Out 1998 fu un pay-per-view organizzato dalla federazione di wrestling World Championship Wrestling (WCW); si svolse il 24 gennaio 1998 presso l'Hara Arena di Trotwood (Ohio). Anche quest'evento fu caratterizzato da match "WCW vs. nWo".

## Descrizione
L'evento ebbe due main event separati, il primo fu il match tra Bret Hart (debuttante sul ring in WCW) e Ric Flair. Hart vinse l'incontro facendo cedere per dolore Flair con la Sharpshooter; il secondo main event vide Lex Luger, in rappresentanza della WCW, contro Randy Savage, rappresentante del nWo. Luger sconfisse Savage facendolo cedere con la Torture Rack.
Nel match tra Kevin Nash e The Giant, quando Nash cercò di eseguire la mossa Jackknife Powerbomb su quest'ultimo, non riuscì a sollevare abbastanza il pesante avversario e di conseguenza The Giant atterrò sulla testa anziché sulla schiena. I commentatori sembrarono seriamente preoccupati dal fatto che The Giant potesse essersi realmente infortunato al collo. Mentre questi si riprendeva, Nash cercò di "vendere" l'errore come un deliberato tentativo di spezzare il collo del gigante.

## Risultati
| N. | Match | Stipulazione                                                                      | Durata |
| -- | --- | --------------------------------------------------------------------------------- | ------ |
| 1  | Juventud Guerrera, Super Calo, Lizmark Jr. & Chavo Guerrero Jr. sconfiggono La Parka, Psychosis, Silver King & El Dandy           | Eight-man tag team match                                                          | 09:30  |
| 2  | Chris Benoit sconfigge Raven | Raven's Rules match                                                               | 10:36  |
| 3  | Chris Jericho sconfigge Rey Mysterio Jr. (c)                                                                                      | Single match per il WCW Cruiserweight Championship                                | 08:28  |
| 4  | Booker T (c) sconfigge Rick Martel                                                                                                | Single match per il WCW World Television Championship                             | 10:50  |
| 5  | Larry Zbyszko (con Dusty Rhodes) sconfigge Scott Hall (con Louie Spicolli) per squalifica                                         | Single match (dopo il match Dusty Rhodes effettua un turn Heel unendosi alla nWo) | 08:09  |
| 6  | Ray Traylor & The Steiner Brothers (Rick & Scott Steiner) sconfiggono The nWo (Konnan, Scott Norton & Buff Bagwell) (con Vincent) | Six-man tag team match                                                            | 12:20  |
| 7  | Kevin Nash (con Hollywood Hogan & Eric Bischoff) sconfigge The Giant                                                              | Single match                                                                      | 10:47  |
| 8  | Bret Hart sconfigge Ric Flair | Single match                                                                      | 18:06  |
| 9  | Lex Luger sconfigge Randy Savage (con Miss Elizabeth)                                                                             | Single match                                                                      | 07:07  |